# Le Relecq-Kerhuon
Le Relecq-Kerhuon is een gemeente in Frankrijk. Het ligt in het westen van Bretagne in het departement Finistère. Le Relecq-Kerhuon telde op 1 januari 2022 11.837 inwoners. De plaats maakt deel uit van het arrondissement Brest.
Het is naar het westen de laatste gemeente voor Brest. Het ligt aan de rivier de Élorn, vlak voordat deze in de baai Rade de Brest uitkomt. Er liggen twee bruggen over de Élorn, een uit 1930 en een uit 1994, de Pont de l'Iroise. Er ligt een spoorweghalte: Kerhuon.
Tijdens het ancien régime was Le Relecq-Kerhuon onderdeel van de parochie Guipavas.

## Geografie
De oppervlakte van Le Relecq-Kerhuon bedroeg op 1 januari 2022 6,43 vierkante kilometer; de bevolkingsdichtheid was toen 1.840,9 inwoners per km².

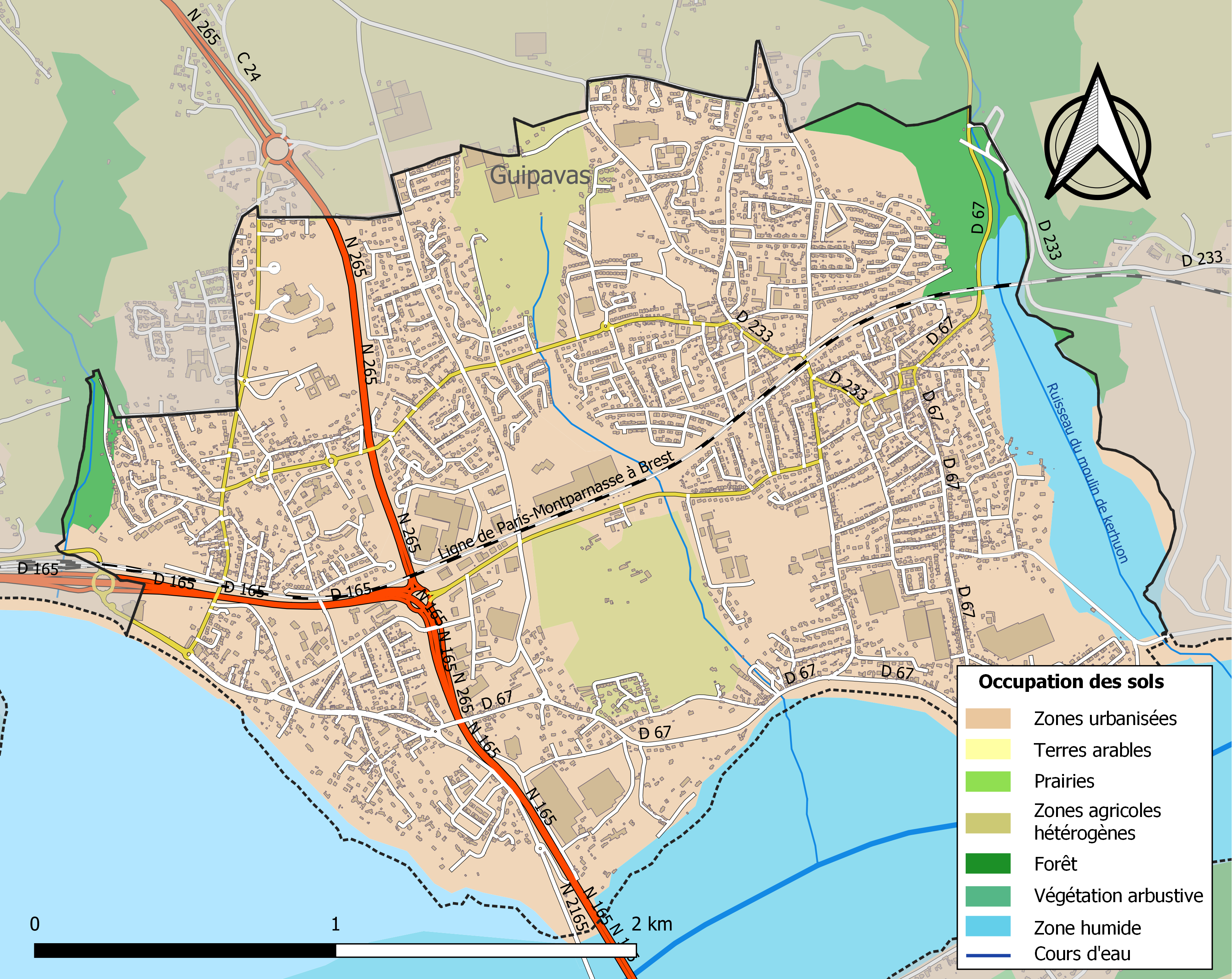
Kaart van de gemeente met belangrijkste infrastructuur, bodemgebruik en omliggende gemeenten

## Demografie
Onderstaande figuur toont het verloop van het inwonertal, bron: INSEE-tellingen.

## Stedenband
- Bodmin